# Cola sulcata
Cola sulcata är en malvaväxtart som beskrevs av Adolf Engler. Cola sulcata ingår i släktet Cola och familjen malvaväxter. Inga underarter finns listade i Catalogue of Life.